# 菊地勝司
菊地 勝司（きくち しょうじ、1944年7月13日 - ）は、静岡県伊東市出身のプロゴルファー。
娘の菊地祐江もプロゴルファー。

## 来歴
伊東高校では軟式野球部の投手であったが、卒業後は姉が嫁いだ東京・浅草の履物店に3年間勤務。その後は野球部の監督に履物を届けたのが縁で、同郷の先輩である杉本英世を紹介され弟子入り。東京よみうりCC、アジア下館、嵐山CCと師・杉本の所属が変わるたびに行動を共にした。
1970年にプロ入りし、1971年の関東オープンでは7位に入った。
1973年の関東オープンではバンカーと立木の多い難しいコースであったが、初日はパットに冴えを見せ、6番の第2打をドライバーで打って、グリーンに乗せ、続く7mのロングパットを見事に沈めた。会心のイーグルを出して一気に波に乗り、7番も第2打をピン50mに寄せる絶妙のアプローチからバーディをものにし、5番ホールまで1オーバーであったのが、7番を終わって一挙に2アンダーとする。インに入っても快調で、11番ではピン2m、13番は3m、15、17番はそれぞれ1・5mに落とし、バーディをものにする。1イーグル、7バーディ、4ボギーの5アンダー67の好スコアをマークし、首位に立った。2日目には75を叩いて青木功・佐藤精一と並んでの7位タイに後退し、3日目は青木と共に73で高橋信雄と並んでの9位タイとした。
ホーム嵐山で行われた1976年の関東オープンでは尾崎将司・村上隆・青木・小林富士夫に次ぐと同時に安田春雄・新井規矩雄・山田健一を抑えて5位、1977年の長野県オープンでは森憲二・浅井教司、ベン・アルダ（ フィリピン）に次ぐと同時に新井・土山録志・榎本七郎と並んでの4位タイ、1978年の阿蘇ナショナルパークオープンでは上野忠美・藤間達雄・鈴村照男に次ぐと同時に前田新作・新井と並んでの4位タイに入った。
1978年のジーン・サラゼン ジュンクラシックでは2日目と最終日に67をマークし、大混戦になった優勝争いで内田袈裟彦・長谷川勝治と三つ巴 のサドンデス・プレーオフにもつれ込む。プレーオフはまず2ホール目で長谷川がボギーを叩いて脱落すると、18番ミドルホールで内田と共にボギーのあと再び戻った16番ミドルホールでもボギーを叩き、長谷川と並んでの2位タイに終わった。
1978年の産報クラシックでは2日目に68をマークして安田・山本善隆・島田幸作・井上幸一と並んでの6位タイ、3日目には師匠の杉本や山本・新井と並んでの4位タイに着けた。
1978年には嵐山との契約も切れて厳しい立場に追い込まれたが、1979年の関東プロでは青木・金井清一・川田時志春・長谷川・尾崎・山田に次ぐと同時に謝敏男&謝永郁（中華民国）・今井昌雪・中嶋常幸と並んでの8位タイ に入る。
1980年は123万円しか稼いでおらず、日本オープンに同年初めて採用されたマンデー競技を突破して出場。初日は強風の中、日本オープンの難しいセットアップで6バーディを記録。うち4つまでが1m以内のパットとショットの冴えを見せただけでなく、僅か24パットと小技も光り、5アンダーのロケットスタートに成功して首位に立った。2日目は4番をホールアウトして5番に向かう途中、使用していたアクシネット・T型パターのヘッドがネックのところから折れてしまう。歩きながらコンクリートのところに突いていきなり折れてしまったが、競技委員の川田太三がその場に居合わせており、このアクシデントが不可抗力によるものだと証言。さらに4番ホールが駐車場に近かったことから、応援に来ていた人物に頼んで、車に置いてある予備のパターを持ってきてもらえて5番のグリーンに間に合った。そのパターも元々使っていたトミー・アーマーのL字で、幾つもの幸運が重なって、スムーズにプレーを続けることができた。6アンダーにスコアを伸ばし、単独首位をキープしたまま決勝ラウンドに進出。3日目はパープレーの74にまとめて通算6アンダーで首位を守るが、4日目はまったく逆方向の風が吹きすさび、最終組で風がうまく読めずグリーンを外し続けた。1番でいきなりボギーを叩いて躓くと、4番ではダブルボギー。続く5番でもボギーを叩き、通算2アンダーまで後退。序盤からバーディを重ね4アンダーまでスコアを伸ばした吉川一雄にあっさりと首位を明け渡してしまったが、吉川も13番で3パットのボギーを叩くと、人が変わったようにショットが乱れ始めた。15番でボギー、16番でダボ、17番でボギーと大きく崩れ通算1オーバーでフィニッシュ。青木も最終日、8、9番と連続ボギーを叩き、スコアを思うように伸ばせず、17番でも3パットのボギーを叩いた後、最終18番でようやく7mのバーディパットを決めてフィニッシュ。吉川と並んで1オーバーでホールアウトし、菊地の上りを待ったが、この時の菊地はイーブンパーまでスコアを落としながらも必死に踏ん張っていた。一つでもボギーを叩けば青木と吉川に並ばれるという状況下で16番では2.5m、17番でも5mのパーパットを沈めた。パーで上がれば優勝の最終18番では覚悟を決めたが、強烈なアゲンストの風が体に叩きつけてきていた。初日はドライバー、スプーンで2オンできたが、この日はウッド3回でも届かない風であっため、2打目、3打目と得意なクリークでつないだ。ボールはグリーン手前の花道に止まり、アプローチは70cmについた。最後のウイニングパットをあっさりと決めてみせたが、8番以外は全てグリーンを外し、14ホールで1パット。うち12ホールがパーという我慢のゴルフで、初優勝が日本オープンの快挙を達成。向こう5年に及ぶほとんどの試合に出場できる権利と、優勝賞金800万円、副賞の三菱・ギャランを獲得し、同年には日本プロスポーツ大賞新人賞を受賞。
1981年の関東オープンでは湯原信光・新井・青木・小林に次ぐと同時に謝永と並び、鷹巣南雄・川波通幸を抑えて5位に入る。
1982年の関東オープンでは尾崎・羽川豊・磯崎功・小林に次ぐと同時に吉武恵治・杉本・中嶋と並んで5位タイに入り、1990年の同大会を最後にレギュラーツアーから引退。
1997年には道東オープンで優勝し、シニア転向後の1999年には全日空・石垣島シニアプロアマで石井裕士・宮本省三に次ぐ3位タイに入った。
2013年の関東プロゴールドシニアでは最終日に沼澤聖一・小林と共にベストスコアとなる70をマークし、沼澤・小林と並んで田中文雄と4打差の2位タイに入った。

## 主な優勝

### レギュラー
- 1980年 - 日本オープン
- 1997年 - 道東オープン